# Sela pri Vrčicah
Sela pri Vrčicah este o localitate din comuna Semič, Slovenia, cu o populație de 14 locuitori.